# Zeitschrift für Psychotherapie und medizinische Psychologie
Die Zeitschrift für Psychotherapie und medizinische Psychologie: Organ der Allgemeinen Ärztlichen Gesellschaft für Psychotherapie und der Österreichischen Ärztegesellschaft für Psychotherapie war eine medizinische Fachzeitschrift mit Peer-Review, die von 1951 bis 1974 bei Thieme in Stuttgart erschien. Sie wurde anfangs von Ernst Kretschmer, unter Mitwirkung von Friedrich Mauz und Georg Kühnel herausgegeben.